# Мишань
Миша́нь (кит. упр. 密山, пиньинь Mìshān) — городской уезд городского округа Цзиси провинции Хэйлунцзян (КНР). Название городского уезда происходит от горы Фэнмишань (蜂蜜山; постепенно в текстах произошла замена иероглифа 蜜 на имеющий то же чтение иероглиф 密).

## История
Когда в начале XX века в Маньчжурии были установлены структуры гражданского управления, то в 1908 году здесь была образована Мишаньская управа (密山府).
После Синьхайской революции в Китае была изменена система управления, и в 1913 году Мишаньская управа была преобразована в уезд Мишань (密山县) провинции Гирин.
23 августа 1929 года в уезде Мишань произошло сражение между частями РККА и китайской «Армией обороны Северо-Восточных рубежей», подчинявшейся Чжан Сюэляну. Китайские войска потерпели поражение, но продолжили наращивание группировки в районе Мишань. 17 ноября 1929 года части 1-й Тихоокеанской дивизии РККА под командованием А. И. Черепанова окружили китайские войска и заняли Мишань. 20 ноября 1929 г. советские войска покинули город.
В 1931 году Маньчжурия была оккупирована японскими войсками, а в 1932 году было образовано марионеточное государство Маньчжоу-го. 1 декабря 1934 года в Маньчжоу-го была создана провинция Биньцзян, в состав которой вошёл и уезд Мишань. 1 июля 1937 года в Маньчжоу-го было проведено новое изменение административно-территориального деления, и уезд Мишань оказался в составе новой провинции Муданьцзян. В 1939 году из уездп Мишань был выделен посёлок Дунъань, переданный в состав провинции Дунъань. В 1941 году посёлок Дунъань был преобразован в город Дунъань. 1 октября 1943 года по инициативе Квантунской армии восточные провинции Маньчжоу-го были объединены в одну провинцию Объединённая Восточная Маньчжурия, куда вошли и уезд Мишань, и город Дунъань.
Освобождён 12 августа 1945 года войсками 1 ДВФ в ходе Харбино-Гиринской операции. После войны правительство Китайской республики приняло программу нового административного деления Северо-Востока. 21 ноября 1945 года была образована провинция Хэцзян, и город Дунъань вместе с уездом Мишань попали в её состав. 15 апреля 1946 года была создана новая провинция Суйнин, и уезд Мишань вместе с городом Дунъань перешли под её юрисдикцию. В октябре 1946 года провинция Суйнин была преобразована в Специальный район Муданьцзян. Специальный район Муданьцзян был в 1947 году преобразован в провинцию Муданьцзян, однако вскоре провинция Муданьцзян была расформирована, а её территория поделена между провинциями Хэцзян и Сунцзян; уезд Мишань вошёл в состав провинции Хэцзян, а город Дунъянь перешёл под юрисдикцию уезда Мишань, став посёлком Мишань. В мае 1949 года провинция Хэцзян была присоединена к провинции Сунцзян. В 1954 году провинция Сунцзян была присоединена к провинции Хэйлунцзян.
В 1956 году уезд Мишань вошёл в состав новосозданного Специального района Муданьцзян (牡丹江专区). В 1983 году Специальный район Муданьцзян был преобразован в городской округ Муданьцзян. В 1988 году Мишань был повышен в статусе до городского уезда. В 1992 году городской уезд Мишань был переведён в состав городского округа Цзиси.

## Административное деление
Городской уезд Мишань состоит из 1 уличного комитета, 7 посёлков и 9 волостей.
| №  | Название    | Название (кит.) | Статус          | Население чел. (2010) | На карте                         |
| -- | ----------- | --------------- | --------------- | --------------------- | -------------------------------- |
| 1  | Чжунсинь    | 中心街道办事处  | уличный комитет | 93.276                | 45°32′46″ с. ш. 131°52′14″ в. д. |
| 2  | Пэйдэ       | 裴德镇          | поселок         | 21.052                | 45°38′09″ с. ш. 131°53′46″ в. д. |
| 3  | Мишань      | 密山镇          | поселок         | 19.481                | 45°32′32″ с. ш. 131°52′16″ в. д. |
| 4  | Янму        | 杨木乡          | волость         | 18.459                | 45°36′15″ с. ш. 132°25′31″ в. д. |
| 5  | Хэйтай      | 黑台镇          | поселок         | 17.872                | 45°24′41″ с. ш. 131°37′03″ в. д. |
| 6  | Ляньчжушань | 连珠山镇        | поселок         | 17.815                | 45°30′25″ с. ш. 131°47′10″ в. д. |
| 7  | Хэпин       | 和平乡          | волость         | 16.517                | 45°33′18″ с. ш. 131°54′00″ в. д. |
| 8  | Фуюань      | 富源乡          | волость         | 16.488                | 45°43′06″ с. ш. 131°45′53″ в. д. |
| 9  | Эржэньбань  | 二人班乡        | волость         | 15.271                | 45°17′42″ с. ш. 131°42′19″ в. д. |
| 10 | Байпаоцзы   | 白泡子乡        | волость         | 15.129                | 45°22′23″ с. ш. 132°07′05″ в. д. |
| 11 | Синкай      | 兴凯镇          | поселок         | 11.827                | 45°42′32″ с. ш. 132°03′45″ в. д. |
| 12 | Тайпин      | 太平乡          | волость         | 11.733                | 45°23′02″ с. ш. 131°32′40″ в. д. |
| 13 | Синкайху    | 兴凯湖乡        | волость         | 10.57                 | 45°27′17″ с. ш. 132°15′13″ в. д. |
| 14 | Чжии        | 知一镇          | поселок         | 9.799                 | 45°31′23″ с. ш. 131°59′46″ в. д. |
| 15 | Данби       | 当壁镇          | поселок         | 9.668                 | 45°16′27″ с. ш. 131°59′52″ в. д. |
| 16 | Люмао       | 柳毛乡          | волость         | 8.222                 | 45°16′04″ с. ш. 132°47′36″ в. д. |
| 17 | Чэнцзыхэ    | 承紫河乡        | волость         | 6.572                 | 45°26′31″ с. ш. 132°21′46″ в. д. |

## Соседние административные единицы
Городской уезд Мишань на востоке и юго-востоке граничит с Российской Федерацией, на юго-западе — с уездом Цзидун, на северо-востоке — с городским уездом Хулинь, на северо-западе — с городским округом Шуанъяшань, на западе — с городским округом Цитайхэ.